# Daniel Gillies

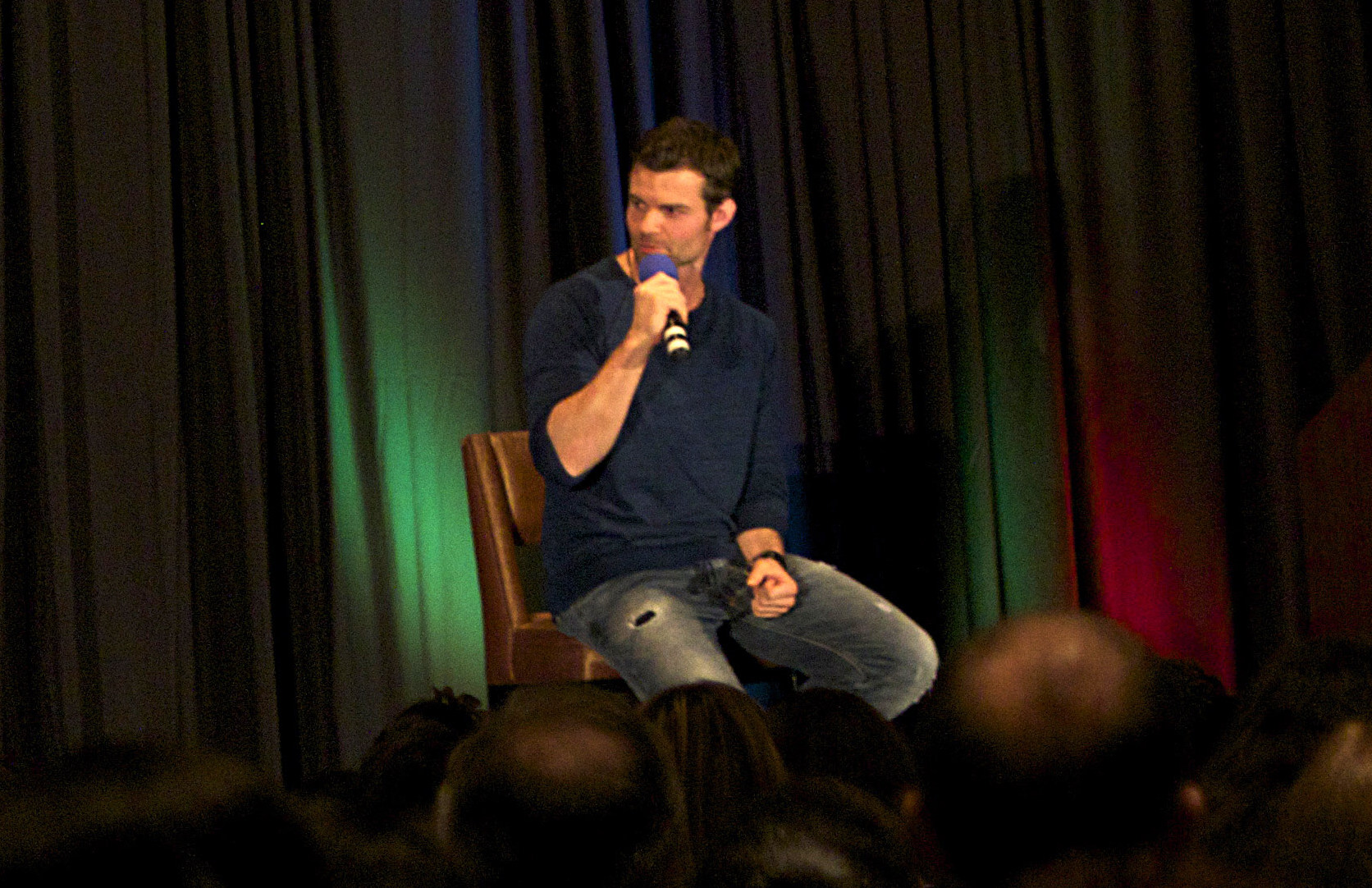
Daniel GIllies, en un evento público en 2014.

Daniel Gillies (14 de marzo de 1976) es un actor canadiense criado en Nueva Zelanda. Conocido por interpretar a Elijah Mikaelson en la serie Los originales y en Crónicas Vampiricas.

## Biografía
Gillies nació en Winnipeg, Manitoba, Canadá, hijo de un padre pediatra. Creció en Nueva Zelanda y fue a la Southwell School y la Hamilton Boys' High School.
Gillies se casó con la actriz Rachael Leigh Cook en agosto de 2004. En septiembre de 2019 se divorciaron. 
Tiene dos hijos de su relación con Cook: su hija Charlotte Easton (nacida en septiembre de 2013) y su hijo Theodore Vigo Sullivan Gillies (nacido en abril de 2015)

## Carrera
Gillies protagonizó su debut como actor en el drama Street Legal en Nueva Zelanda, donde interpretó a Tim O'Connor de 2000 a 2002. Ha aparecido en la exitosa película Spider-Man 2 como John Jameson, junto con Kirsten Dunst y Tobey Maguire.
También recientemente actuó como invitado en NCIS interpretando a un agente del MI-6 británico. Y en The Vampire Diaries como uno de los vampiros originales, Elijah, que retomará como personaje regular en la tercera temporada de la misma. Hasta 2018 fue protagonista, bajo el personaje de Elijah el vampiro original en el spin off The Originals.

## Filmografía

### Cine
| Año  | Título                                         | Personaje               | Notas                        |
| ---- | ---------------------------------------------- | ----------------------- | ---------------------------- |
| 1998 | A Soldier's Sweetheart                         | Médico                  |                              |
| 1998 | Pleasantville                                  |                         |                              |
| 2001 | No One Can Hear You                            | Dirk Mettcalfe          |                              |
| 2002 | Various Positions                              | Marcel                  |                              |
| 2004 | Spider-Man 2                                   | John Jameson            |                              |
| 2004 | Trespassing                                    | Mark                    |                              |
| 2004 | Bride and Prejudice (Bodas y prejuicios [Esp]) | Johnny Wickham          |                              |
| 2006 | The Sensation of Sight                         | Dylan                   |                              |
| 2007 | Captivity                                      | Gary Dexter             |                              |
| 2006 | Matters of Life and Death                      | Jimmy                   | Corto                        |
| 2007 | Dream Cruise                                   | Jack Miller             |                              |
| 2008 | Uncross the Stars                              | Troy                    |                              |
| 2012 | Broken Kingdom                                 | Jason '80'              | También director y productor |
| 2020 | Occupation: Rainfall                           | Comandante de ala Hayes |                              |
| 2021 | Coming Home in the Dark                        | Mandrake                |                              |

### Televisión
| Año         | Título                         | Personaje                      | Notas                                                    |
| ----------- | ------------------------------ | ------------------------------ | -------------------------------------------------------- |
| 1999        | Young Hercules                 | Antos                          | Episodio: "My Fair Lilith"                               |
| 2000        | Cleopatra 2525                 | Tipo caliente                  | Episodio: "Mind Games"                                   |
| 2000        | Street Legal                   | Tim O'Connor                   | Personaje principal (T 1-2)                              |
| 2002        | Mentors                        | Rey Arturo                     | Episodio: "Once and Future King"                         |
| 2002        | Jeremiah                       | Simon                          | Episodio: "The Long Road: Parte 1"                       |
| 2002        | Snow Queen                     | Delfont Chalfont               | Película para televisión                                 |
| 2005        | Into the West                  | Ethan Biggs                    | Miniserie                                                |
| 2007        | Masters of Horror              | Jack Miller                    | Episodio: "Dream Cruise"                                 |
| 2010        | The Glades                     | Dave Rollins                   | Episodio: "Doppelganger"                                 |
| 2010        | True Blood                     | Jon                            | Episodio: "I Smell a Rat"                                |
| 2010        | NCIS                           | Marina real Mayor Peter Malloy | Episodio: "Royals and Loyals"                            |
| 2010 - 2014 | The Vampire Diaries            | Elijah Mikaelson               | Personaje recurrente (T 2-5)                             |
| 2012 - 2015 | Saving Hope                    | Dr. Joel Goran                 | Personaje principal (T 1-3)                              |
| 2013 - 2018 | The Originals                  | Elijah Mikaelson               | Personaje principal, serie de TV The CW                  |
| 2017        | SEAL Team                      | Nate Massey                    | Episodio: "Pilot"                                        |
| 2017        | The Lost Wife of Robbert Durst | Robert Durst                   | Película de televisión                                   |
| 2019-2021   | Virgin River                   | Mark                           | Personaje recurrente, serie de TV Netflix (11 episodios) |